# Maryla Rodowicz

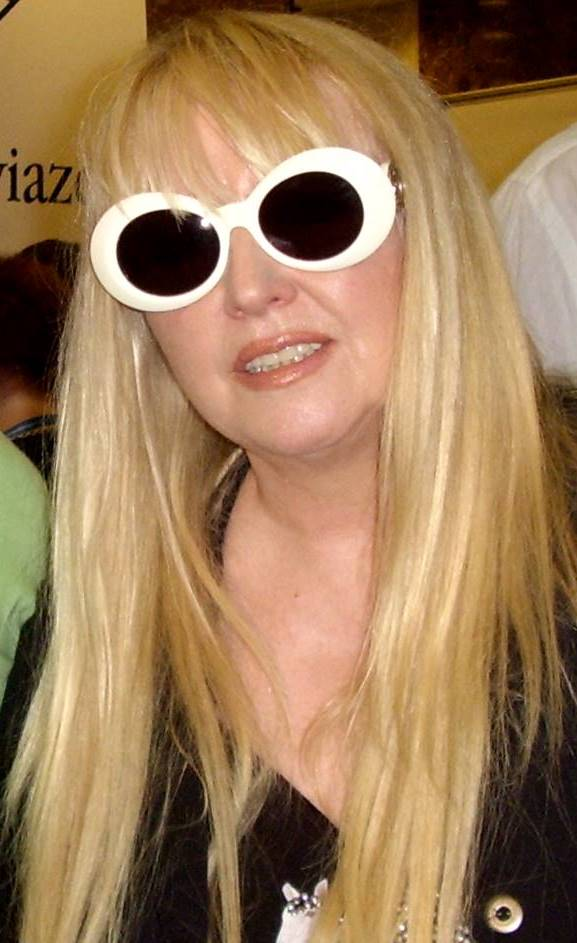
Maryla Rodowicz

Maria Antonina Rodowicz, más conocida como Maryla Rodowicz (Zielona Góra, 8 de diciembre de 1945), es una cantante y actriz polaca.

## Biografía

### Infancia
Su familia proviene de Vilna. El padre, Wiktor Rodowicz, trabajaba en la Universidad de Vilna; la madre, Janina Rodowicz – Krasucka (1924-2017), procedía de una familia que estaba vinculada al teatro. Los abuelos  tenían una farmacia que se llamaba “Pod Łabędziem” y se encontraba cerca de Ostra Brama. Los antepasados de la cantante están enterrados en el cementerio Bernardino, en Wilno. Por parte de su padre la artista tiene raíces rusas y samogitios.
Se graduó en el Instituto de Enseñanza  Secundaria  número I, llamado Ziemia Kujawska en Włocławek y después en la Academia de Educación Física en Varsovia. Durante su juventud, practicaba atletismo en el club deportivo Kujawiak Włocławek.

### Carrera

#### Años 60
Debutó en la escena profesional en 1962, cuando participó en las elecciones al Primer Festival de los Talentos Jóvenes en Szczecin. Aunque se clasificó para la final del concurso, no actuó porque este evento tuvo lugar en la misma fecha que los Campeonatos Atléticos de Polonia de los Deportistas Jóvenes en los cuales ganó el título de campeona en la carrera de relevos de  4 x 100. Durante los estudios en la Academia de Educación Física en Varsovia, desde agosto de 1965, actuaba en el grupo de Szejtana que participaba en el club estudiantil “Relax”. En 1965 ocupó el primer lugar en la revista de los grupos de big-beat en el club “Finka”. En 1966 se juntó con el cabaré estudiantil “Gag”, que estaba dirigido por el compositor  Jerzy Andrzej Mark y el poeta Adam Kreczmar.
Uno de sus éxitos más importantes fue la participación en 1967 en la Revista de la Canción Estudiantil en Lublin y en el Mercado de las Canciones en Częstochowa con la canción “Jak cię miły zatrzymać” del repertorio de Teresa Tutinas, por la que ganó el premio principal. A finales de noviembre del mismo año, participó en el VI Festival Estudiantil de la Canción en Cracovia, donde consiguió premios por las canciones “Jak cię miły zatrzymać” y “Pytania”.
A principios de 1968, junto con Skaldowie, Niebiesko-Czarni y Alibabki, participó en la película televisiva titulada “Kulig”, dirigida por Stanisław Kokesza, donde cantó canciones como “Jeszcze zima”, “Trzy, może nawet cztery dni” o “Walc na trzy pas”. Ese mismo año debutó en el VI Festival Nacional de la Canción Polaca en Opole, en el concierto de “Debiuty”, con obras inspiradas en el folk americano, como “Zabierz moje piosenki” y “Co ludzie powiedzą”. Ese mismo año grabó las canciones para el Estudio de la Canción de Radio en la cadena Polskie Radio Program III.
En el VII Festival Nacional de la Canción Polaca en Opole, en 1969, ganó el premio del Director de la Asociación de Amigos de Opole por la canción “Mówiły mu”. Ese año actuó también en el Festival Internacional de la Canción de Sopot (“Mówiły mu”), en el Festival Internacional de la Canción Política en Sochi (con el tercer premio y el premio de los periodistas por las canciones “Żyj mój świecie”, “Za duże buty” y “Ech, drogi”) y además en el Festival Artístico de la Juventud Académica en Świnoujście. Rodowicz fue galardonada con el Clavo de Plata, “Srebrny Gwóźdź” en polaco, de la temporada publicista de la popularidad de los lectores de “Kurier Polski”. También consiguió el título de la Cantante del Año en el plebiscito de las radioemisoras y el título de la cantante más popular del país, atribuido en los plebiscitos “Jazz” y “Musicoramy”. Además, se grabó una película televisiva “Ballada wagonowa” con la participación de la cantante.

#### Años 70
En 1970 ganó el premio TVP por la canción “Jadą wozy kolorowe” en el VIII Festival Nacional de la Canción Polaca de Opole. Ese mismo año apareció en muchos otros festivales, como por ejemplo, en el Festival de Canción Militar en Kołobrzeg, el Festival Internacional de la Canción de Sopot (con el tercer premio por la canción “Jadą wozy kolorowe”), en Palermo, y en el balneario cubano Varadero. Rodowicz también publicó su primer álbum de estudio, titulado “Żyj mój świecie”, por el que obtuvo el Disco de Oro, y sencillos que aparecieron en el mercado británico y checoslovaco. La canción “Jadą wozy kolorowe” se convirtió en la Canción del Año en la radio. En ese tiempo la artista dio sus primeros conciertos en Checoslovaquia. Además, por segunda vez, Rodowicz ganó el Clavo de Plata “Srebrny Gwóźdź Sezonu” en el concurso de la popularidad de los lectores de “Kurier Polski”.
En el 1971 en el IX Festival Nacional de la Canción Polaca de Opole ganó el primer premio por la canción “Z tobą w górach”. Ese mismo año apareció en muchos otros festivales como el Festival de Canción Militar en Kołobrzeg, y lanzó su segundo álbum de estudio, titulado “Wyznanie”. Por tercera vez obtuvo el Clavo de Plata “Srebrny Gwóźdź Sezonu”, y además, se fue en su primera gira por la URSS (Unión de Repúblicas Socialistas Soviéticas) y Checoslovaquia.
En 1972, en el X Festival Nacional de Canción Polaca en Opole obtuvo el premio de Editorial de Música Polaca (Polskie Wydawnictwo Muzyczne) por “Kochaniem, pragnieniem”, y asimismo obtuvo el título “Miss Obiektywu” (el Premio de los Reporteros Fotográficos). Apareció en el Festival Internacional de la Canción de Sopot, publicó un sencillo en el mercado checoslovaco y lanzó su tercer álbum de estudio, titulado “Maryla Rodovićzova”. En 1973 recibió una mención honorífica por la canción “Diabeł i raj” en el XI Festival Nacional de la Canción Polaca de Opole. Ese mismo año participó en el Festival Internacional “Bratysławska Lira” de Bratislava (Grand Prix du Disque), en el Festival “Złoty Orfeusz" de Słoneczny Brzeg (Orfeo de Oro), en el Festival de la Canción de Split, en el Festival Internacional de la Canción de Sopot (Grand Prix du Disque). Obtuvo el Premio del Público y el Premio de los Lectores de “Wieczór Wybrzeża”. Tomó parte en el Festival Mundial de la Juventud y los Estudiantes en Berlín. Lanzó su siguiente disco, “Maryla Rodowicz”, y publicó un sencillo en el mercado de la RDA (República Democrática Alemana). Ganó el Premio del Ministro de Cultura de la RDA. Además, participó en la película televisiva “Nareszcie razem” (con Urszula Sipińska) e hizo una gira por la RDA y Checoslovaquia.
En 1974 en el XII Festival Nacional de la Canción Polaca de Opole obtuvo mención especial por el álbum “Urodzajny rok” y lanzó su tercer disco de estudio en Polonia “Rok”. Rodowicz cantó en la ceremonia inaugural de la Copa Mundial de Fútbol de 1974 que tuvo lugar en Múnich y donde interpretó la canción “Futbol”.
El 4 de mayo de 1975 estrenó el oratorio “Zagrajcie nam dzisiaj wszystkie srebrne dzwony”. En el XIII Festival Nacional de la Canción Polaca de Opole Rodowicz cantó a dúo con Czesław Niemen la canción titulada “Pieśń Ocalenia” y con Daniel Olbrychski “Wrócą chłopcy z wojny”. Tomó parte en el Festival Internacional de la Canción de Sopot y en el espectáculo musical “Sentymenty” de Agnieszka Osiecka.
En el 1976 participó en el XIV Festival Nacional de la Canción Polaca de Opole, en el Festival Internacional de la Canción de Sopot y en el Festival Internacional de la Canción de Estambul. Publicó su cuarto álbum de estudio “Sing-Sing”. Obtuvo varios premios, entre otros, “Star of Year (el título fue entregado por la revista británica “Music Week”). Dio conciertos en RDA. Participó en numerosos programas de televisión, entre otros, “Maryla 2000”.
En el 1977 actuó en el XV Festival Nacional de la Canción Polaca de Opole. Sus dos canciones se encontraron entre las diez mejores canciones del festival. Participó en el Festival Internacional de la Canción de Sopot donde presentó dos canciones y obtuvo dos premios. Maryla Rodowicz estuvo en la película musical “Hak” y en el espectáculo de Krakowski Teatr Scena STU de Cracovia titulado “Szalona lokomotywa”. Recibió el premio “Złota Ręka” (la Mano de Oro) de la revista Przekrój por los mayores logros del año en el campo de la moda.
En el 1978 obtuvo el primer premio del XVI Festival Nacional de la Canción Polaca de Opole por su canción “Remedium”. Interpretó en la película musical “Dziewczyna z zapałkami” (La chica con cerillas). Dio conciertos en Bulgaria, Estados Unidos, Canadá y participó en el Festival Mundial de la Juventud y los Estudiantes que tuvo lugar en La Habana (Cuba) donde conoció a Fidel Castro. Además, lanzó el disco “Wsiąść do pociągu”. En el 1979 realizó la gira en Hungría. Rodowicz fue honrada con la Cruz de Caballero de la Orden Polonia Restituta. Asimismo, recibió el título de “Vocalista del año” y lanzó el álbum de estudio “Cyrk nocą” (Circo de noche).

#### Años 80
A los principios de los años 80 actuó en el Festival de la Música Country “Tulsa International Mayfest” en Tulsa en Oklahoma donde ganó el tercer premio. Lanzó el siguiente álbum “Cyrk nocą” que ganó el estatus de disco de oro. Participó en el Festival de Música Country en Independent en Kansas, en el XVIII Festival Nacional de la Canción Polaca de Opole. Dio conciertos en Chicaco, Nueva York y URSS. 
En 1981 participó en el XIX Festival Nacional de la Canción Polaca de Opole. Este mismo año debutó el disco “Święty spokój”. En 1982 creó una banda “Różowe Czuby” en referencia al estilo punk. 
En 1983, después de un año, tomó parte en el XX Festival Nacional de la Canción Polaca de Opole. Este año lanzó el álbum titulado “Maryla Rodowicz”. 
En 1985 ganó el Premio de los Periodistas por la canción “Niech żyje bal” y lanzó el disco “Był sobie król”(disco para niños). En 1986 participó en el XXII Festival Nacional de la Canción Polaca de Opole, el Festival de la Música Country de Mrągowo. Fue honrada con el Diploma del Ministro de Asuntos Exteriores por sus logros excepcionales de la promoción de la cultura polaca en el extranjero. 
En 1987 tomó parte en el XXIV Festival Nacional de la Canción Polaca de Opole donde por la canción ‘Polska Madonna” ganó el Premio de los Periodistas. Este año recibió el premio de primer grado del Ministro de Cultura y Arte por la totalidad de su creación artística. 
En los años 1988-1990 participó en festivales como: el XXV y el XXVII Festival Nacional de la Canción Polaca de Opole, Festival Internacional de la Radio, el Festival de la Canción Italiana de San Remo y en la primera edición del Festival de la Canción Polaca de Vítebsk. Dio conciertos en Israel y China. En 1990 lanzó el disco “Absolutnie nic”.

#### Años 90
En el 1991 lanzó el primer CD en su discografía, “Full”, que contenía versiones completamente nuevas de sus mayores éxitos. En 1992 dio conciertos en Canadá y Suiza. En el mismo año la cantante publicó el libro autobiográfico “Niech żyje bal”, en el que describió no solo su carrera profesional, sino también su vida privada. Rodowicz cantó en el festival internacional Piknik Country & Folk, en el XXX Festival Nacional de la Canción Polaca de Opole donde obtuvo el premio Grand Prix por la totalidad de su creación artística y al final en el Festival Internacional de la Canción de Sopot donde recibió el premio “Bursztynowy Słowik” (Ruiseñor de ámbar). 
En 1994 grabó el álbum “Marysia biesiadna” con canciones festivas que resultó ser su mayor éxito comercial en Polonia. El álbum ganó el estatus de doble “Disco de Platino” y se distribuyó en un cuarto de millón de copias. En 1995 Rodowicz actuó en la película “Dzieje Mistrza Twardowskiego” (El maestro Twardowski) junto a Daniel Olbrychski.
En 1996 la cantante decidió resumir su carrera con una editorial de tres CD titulada “Antologia”, que contenía sus grandes éxitos. Todas las partes alcanzaron conjuntamente el estatus de “Disco de Oro”. En 1997 logró el premio “Mateusz” (Mateo) a Wybitna Osobowość Rozrywkowa (destacada personalidad de entretenimiento) otorgado por Program 3 Polskiego Radia (radio pública polaca). Este mismo año la artista lanzó la compilación de dos discos “Tribute to Agnieszka Osiecka: Łatwopalni”, que contenía canciones menos conocidas de Osiecka grabadas por Rodowicz durante toda su carrera y la canción de estreno “Łatwopalni” (Inflamables) escrita en memoria de la fallecida poeta por Jacek Cygan y compuesta por el compositor más popular de la época Robert Janson. Esta canción resultó ser un éxito tan grande que, por primera vez, llevó a la artista a la cima de “Lista Przebojów Programu Trzeciego”. En 1997, Rodowicz también participó en el XXXIV Festival Nacional de la Canción Polaca de Opole en un concierto titulado "Zielono mi" dedicado a Agnieszka Osiecka. También recibió "Super Wiktor" por la totalidad de su creación televisiva. 
En 1998 en el XXXVII Festival Internacional de la Canción de Sopot la canción “Małgośka” se convirtió en el éxito del 35 aniversario. Maryla Rodowicz también recibió el Premio del Alcalde de la Ciudad de Sopot por sus logros de toda la vida. En el mismo tiempo, grabó el álbum “Przed zakrętem”, que alcanzó el estatus de “Disco de Oro”. Igualmente, la cantante comenzó a trabajar con el canal de televisión Polsat, donde en la serie “Rodzina zastępcza” interpretó el papel de la loca tía Ula. En 1999 participó en un concierto en la Plaza Roja de Moscú con motivo del 750 aniversario de la ciudad. Maryla logró el primer lugar entre las cantantes en el plebiscito de “Polityka” – “Piosenkarze, piosenkarki i zespoły XX wieku” (Cantantes y bandas del siglo XX). Este año, lanzó el álbum “Karnawał 2000” (Carnaval 2000) con las versiones en polaco de los más grandes éxitos latinoamericanos, entre otros, la canción “Czadu Maryla” con la melodía de “María” de Ricky Martin.

#### Años 2000-2010
En marzo de 2000 dio conciertos en los Estados Unidos (entre otros Nueva York, Chicago) y grabó con el coro gospel en Los Ángeles. Ese mismo año, participó en los conciertos “Tanto sol”en memoria de Anna Jantar, en Wadowice con ocasión del 80 años de Juan Pablo II y también dio concierto con ocasión de 75°aniversario de la Radio Polaca. Además, la artista tomó una gira de conciertos llamada “El verano azul con Maryla”, organizada por la Radio Zet. Tournée fue documentado en su primer álbum en la carrera de concierto “Maryla azul”cual ganó el estatus del “Disco de oro”. Este año publicó el disco “Carnaval 2000” también.
En 2001 ejecutó programa televisivo de diversión titulado “Tour de Maryla – Viva Italia” (canciones italianas” y “Tour de Maryla – ¡Olé! (canciones españolas). Publicó el disco titulado “12 villancicos más hermosos”. En 2002 dio conciertos en Chicago y Nueva York. Participó en 40° aniversario de Festival de la Canción Estudiantil en Cracovia. En el concierto de gala titulado “50 años de TVP” ganó el premio “La estrella de la televisión”. También, cantó en el concierto de “80 años de la Radio Polaca”. Grabó un disco llamado “La vida es cosa bonita”. Dio concierto para los soldados polacos en base militar ONU en Liban.
El 3 de abril de 2003 actuó en el Kremlin de Moscú. Empezó su gira de conciertos que promocionaba su disco “La vida es cosa bonita”. Participó en XXXX KFPP en Opole, en el concierto “Estrenos” y “40/40”. En Kraków en XXXI Festival Estudiantil de la Canción ganó  el Grand Prix por el conjunto de su actividad artística. 15 de diciembre fue el estreno del disco “Maryla Rodowicz - Největší hity” publicado por checo Universal Music. En enero de 2004 apareció la edición limitada del disco “Maryla Rodowicz y amigos” publicada por el 85° aniversario de PKO BP. En marzo empezó su gira de conciertos por América Latina (en total son 7 conciertos), uno en Canadá (Toronto) y seis en los Estados Unidos (Detroit, Chicago, Trenton, Lodi y Nueva York). 30 de abril participó en el concierto “Los angeles de Europa” en Plaza Mayor de Wrocław celebrando la entrada de Polonia a Unión Europea. Rodowicz cantó el comienzo de “Carmina Burana” de Carla Orffa y “Va’ Pensiero” de la ópera “Nabucco” de Giuseppe Verdi. 1 y 2 de mayo cantó en el  25 concierto de la “Revisión de la canción teatral en Wrocław dedicado a las obras de Seweryn Krajewski.
En junio de 2004 participó en dos conciertos especiales para fines caritativos de la fundación de Ewa Błaszczyk y Anna Dymna. 15 de julio dio concierto en Festival de la Cultura Roma”en Ciechocinek. 27 de septiembre cantó en el concierto de gala de VII edición del concurso “Recordemos de Osiecka”. 14 de octubre ganó el premio “Wołek de oro” en el concierto de 50 cumpleaños de Jan Wołek.  30 de octubre canta en San Petersburgo. 7 de diciembre recibió el premio de “Busola”atribuida por la redacción de la “Revisión Semanal” por “el personaje que nunca deja de ganar a la fuerza de la costumbre”. 12 de diciembre participó en el concierto con emisión en directo por el “Programa III de la Radio Polaca que tuvo lugar en el Estudio M de la Radio en nombre de Agnieszka Osiecka. 16 de diciembre recibió  en Moscú el premio de Ministro de Asuntos Exteriores de Rusia por su actividad artística y méritos en el acercamiento de las culturas polaca y rusa.
El 9 de enero de 2005 participó en el final de WOŚP en Kutno. 24 de enero tuvo parte en gala en la entrega de “Telekamera 2005”. El 6 de febrero dio concierto al aire libre por las víctimas de tsunami “Derrotar las olas”. 7 de febrero voló a Irak donde cantó en la base militar de Diwanija. El Teniente General ; Andrzej Ekiert  la afilió como parte de los militares que sirven en el contingente militar polaco en Irak. En mayo terminó el plebiscito del I Programa de la Radio Polaca, con la duración de 1 año, “80/80” (80 éxitos por 80 años de la Radio Polaca), 4 canciones de Maryla Rodowicz de 4 propuestos por los organizadores , todo 4 ganaron; “Niech żyje bal”, “Sing-Sing”, “Mówiły mu” y “Małgośka”. En el concierto de XXXXII KFPP en Opole llamado “Grande, más grande, el más grande” para los 80 años de la Radio Polaca cantó dos de cuatro canciones consideradas como los éxitos más grandes en la radio de los años 80. La artista recibió también del presidente de la Radio Polaca la distinción del Micrófono Honorario de Oro de la Radio Polaca. Entre 25 de junio y 25 de agosto daba conciertos en la ruta “Verano mágico con la Radio de 2005” (19 conciertos). Participó en  Sopot Festival 2005.
El 10 de septiembre de 2005 fue condecorada de la Medalla de Oro al Mérito Cultural «Gloria Artis» por el ministro de Cultura Waldemar Dąbrowski. 26 de septiembre apareció el disco: “Amar” con el conjunto de canciones escritas por Katarzyna Nosowska.
En 2006 Maryla Rodowicz grabó la canción “Za Janasa” con motivo de la Copa Mundial de la FIFA Alemania 2006. El 2 de junio de 2006, recibió por la primera vez en su carrera el premio “Superjedynka” en categoría “Artista del Año” en el Festival Nacional de la Canción Polaca de Opole. Además, obtuvo “El Disco de Oro” y “El Disco de Platino” por el álbum “Kochać”.
En julio de 2007, en el sondeo para TNS Polska (investiga la opinión pública) Maryla obtuvo el título de la artista que representa el nivel artístico más alto de Polonia. 
En mayo de 2008 lanzó el disco “Jest cudnie”, que incluía sonidos acústicos y folclóricos que se referían a los inicios de su carrera. Después de tres semanas de ventas el álbum alcanzó “El Disco de Platino”. Como parte de la promoción del disco, Rodowicz cantó con un recital “Maryla Show” en el XLV Festival Nacional de la Canción Polaca de Opole. Este concierto llegó al primer DVD de la artista, que se agregó a la reedición del álbum. 
La Academia de Música de Polonia en Londres en el plebiscito "PAM Awards 2008" nominó a Rodowicz en tres categorías: Solista del año 2008, Canción del año y Álbum del año Pop / Dance 2008. En febrero de 2008, la cantante presentó el álbum “Pro-Fanacja (Swa-Wola 6)” que se lanzó a los fanes en una tirada de 120 copias y contenía las canciones del artista de los años 70 y 80 del siglo XX. Este mismo año, obtuvo el primer lugar en el informe de Celebrity Monitor, para una persona que merece ser considerada una estrella de todos famosos polacos. 
En 2010 Rodowicz se hizo una amiga oficial de la Eurocopa 2012 que tuvo lugar en Polonia y Ucrania.

#### Aparte del año 2011
En 2011 en el Festival  TOPtrendy en Sopot tomó el 5 lugar en el concurso TOP por la venda del disco “50” y el 48 lugar en KFPP en Opole donde recibió “Superuno” en la categoría “Superdisco” (por el disco “50”) y “Superuno” por la mejor actuación. 25 de noviembre se publicó el álbum “Zapatos 2” en cual aparecieron obras con textos escritos por Agnieszka Osiecka y fueron descubiertos después de años por Rodowicz.
Como lo admite en las entrevistas, muchas veces le proponían ser miembro del jurado en los programas de tipo talent show; “Bitwa na głosy” i “The Voice of Poland” pero siempre rechazaba la respuesta. Durante el final de la segunda edición “The Voice of Poland” hizo entrega a la vencedora del programa; Natalia Sikora. En 2013 su canción “Fútbol” estaba en el 5 lugar de la lista; “10 canciones más famosas grabadas con memoria a los campeonatos mundiales de fútbol” según la revista americana “Billboard”. El último día del año 2013 provocó controversias en el concierto de Nochevieja de Polsat, actuando en la creación con el busto artificial.
El 9 de abril de 2014 presentó su canción” Vale esperar” cual grabó con la dedicación a los Ucranianos con relación a la situación tensa en el país. En otoño del mismo año, participó en 2 programas como el miembro especial de jurado en el programa "Super Star" y en el final de la edición 5 del programa "The voice of Poland" donde al lado de Aleksandra Nizio (vencedora posterior) cantó "Wielka Woda".
En febrero de 2015 estuvo en 11 plaza de plebiscito de la radio RMF FM para el artista de 25 aniversario. 13 de junio participó en el concierto "SuperPremier" durante 51 Festival Nacional de la Canción Polaca en Opole con la canción "Pełnia" cual grabó en el dúo con el productor de música, Donatan.En otoño de 2015 fue invitada al episodio final de la 4 edición del programa "Twoja twarz brzmi znajomo" emitida en la televisión Polsat. La cantante alabó a Michał Grobelny por su actuación e interpretación de la canción "Kolorowe jarmarki".
15 de septiembre de 2017 publicó su nuevo disco titulado "Ach świecie". Su primer sencillo cual promocionaba el disco fue la canción "W sumie nie jest źle" con cual se realizó videoclip. 3 de marzo de 2018 fue 1 de los miembros de jurado y participó en la elección del representante polaco en el 63 concurso de la canción en la Eurovisión en Lisboa.

## Discografía
- 1970 - Żyj mój świecie
- 1972 - Wyznanie
- 1972 - Maryla Rodowiczova (URSS)
- 1973 - Maryla Rodowicz (Alemania, RDA)
- 1974 - Rok
- 1976 - Sing-Sing
- 1978 - Wsiąść do pociągu
- 1979 - Cyrk nocą
- 1982 - Święty spokój
- 1984 - Był sobie król
- 1984 - Gejsza nocy
- 1987 - Polska Madonna
- 1991 - Full
- 1992 - Absolutnie nic
- 1994 - Marysia Biesiadna
- 1995 - Zlota Maryla
- 1997 - Tribute to Agnieszka Osiecka. Łatwopalni
- 1998 - Przed zakrętem
- 1999 - Karnawal 2000
- 2000 - Niebieska Maryla
- 2001 - 12 Najpiękniejszych kolęd
- 2002 - Życie ładna rzecz
- 2003 - Maryla i przyjaciele
- 2003 - Nejvetsi hity (República Checa)
- 2005 - Kochać